# Wyspy Briońskie
Wyspy Briońskie (chorw. Brijuni, wł. Brioni) – grupa czternastu wysp, położonych na chorwackiej części północnego Adriatyku, u południowo-zachodnich wybrzeży półwyspu Istria. Od Istrii oddzielone przez wąską cieśninę. Łączna powierzchnia wysp wynosi 7,36 km². Największa z wysp – Veliki Brijun ma długość 4,5 km, szerokość do 3 km, powierzchnię 5,723 km² a długość linii brzegowej 23,415 km, leży w odległości 2 km od półwyspu.

## Warunki naturalne
Wyspy są stosunkowo niskie. Najwyższy punkt wyspy Veliki Brijun wznosi się na 42 m n.p.m. Klimat wysp jest łagodny, śródziemnomorski. Średnie temperatury wynoszą: zimy 6,3 °C, wiosny 12,2 °C, lata 22,2 °C, jesieni 14,8 °C. Roczne opady wynoszą ok. 800 mm, przy czym opad śniegu jest rzadkością występującą raz na 20 lat. Występuje tu ok. 680 gatunków roślin i wiele gatunków zwierząt, w tym 250 gatunków ptaków.

## Historia
Pierwsi ludzie pojawili się na wyspach w okresie neolitu, ok. 3 tys. lat p.n.e. Około XVII w. p.n.e. archipelag opanowały przybyłe z Istrii plemiona Protoilirów. Dopiero w 177 r. p.n.e. Protoilirowie ulegli Rzymianom. Ci ostatni szybko docenili korzystne warunki naturalne archipelagu i wybudowali tu szereg obiektów rezydencyjnych i wypoczynkowych. Do lat 30. XIV w. wyspy należały do patriarchów Akwilei, którzy na przełomie XII i XIII w. wznieśli na Brioni pierwsze budowle obronne. Od XIV wieku Wyspy Briońskie należały do Republiki Weneckiej, jednak już pod koniec XV w. opustoszały na skutek panującej tu malarii. Po upadku Republiki Weneckiej w 1797 r. dostały się we władanie Austrii, która uzyskała potwierdzenie tego nabytku na kongresie wiedeńskim w 1815 r. W połowie XIX w., w związku z przekształceniem Puli w port wojenny i bazę cesarskiej floty, na osłaniających ją wyspach wzniesiono fortyfikacje z największymi na Morzu Śródziemnym armatami kalibru 210 mm. Podczas I wojny światowej Veliki Brijun był bazą okrętów podwodnych cesarsko-królewskiej floty.
W 1893 r. wyspy kupił wiedeński przemysłowiec Paul Kupelwieser, który postanowił urządzić tu kurort. Do zwalczenia ognisk malarii zaangażował znanego lekarza epidemiologa, Roberta Kocha. Na wyspach zbudowano hotele, największe w Europie pola golfowe, korty tenisowe i kąpieliska, założono nawet stadninę koni wierzchowych. Po zakończeniu I wojny światowej należały do Włoch. Po śmierci ojca w 1919 r. Karol Kupelwieser kontynuował działalność ośrodka hotelowo-rekreacyjnego. W 1926 r. odnotowano tu 4068 gości. Po samobójstwie Karola kompleksem zarządzał jego brat, Leopold. Interesy jednak nie szły dobrze i w 1934 r. kontrolę nad nimi przejęła Banca di Verona, a po niej w 1935 r. szwajcarskie konsorcjum bankowe z Puli. W 1936 r. nieruchomości te przeszły pod kontrolę włoskiego Ministerstwa Finansów.
W 1947 r., gdy Wyspy Briońskie stały się częścią Jugosławii, komunistyczny przywódca Josip Broz Tito przekształcił wyspy w swoją letnią rezydencję. W obiektach na wyspie Veliki Brijun przyjmował szereg zagranicznych delegacji i wielu światowych przywódców. Od 1952 r. Tito miał również swój dom na sąsiedniej wysepce Vanga, w którym przebywała jego rodzina i byli goszczeni najbliżsi przyjaciele.
W 1983 na archipelagu utworzono park narodowy.